# Parco nazionale Skarvan og Roltdalen
Il parco nazionale Skarvan og Roltdalen è un parco nazionale della Norvegia, nella contea di Trøndelag. È stato istituito nel 2004 e occupa una superficie di 441,4 km².